# كأس السوبر الكويتي 2008
كأس السوبر الكويتي 2008 هي مباراة أقيمت في 21 سبتمبر 2008 بين نادي الكويت ونادي العربي. المباراة تجمع بين بطل الدوري الكويتي وبطل كأس الأمير الكويتي، وتعتبر المباراة هي بداية انطلاق الموسم الكروي الكويتي لعام 2008 وهو أول سوبر كرة قدم يقام في الكويت وفاز بها نادي العربي بنتيجة هدف مقابل لا شيء.

## المباراة
| نادي الكويت | 0 – 1 | النادي العربي      |
| ----------- | ----- | ------------------ |
|             |       | خالد أحمد خلف 108' |

## البطل
| كأس السوبر الكويتي 2008 |
| ----------------------- |
| العربي اللقب الأول      |
| Logo                    |